# Пунічні війни
Пуні́чні ві́йни — три війни (Перша Пунічна війна 264—241 рр. до н. е., Друга Пунічна війна 218—201 рр. до н. е., Третя Пунічна війна 149—146 рр. до н. е.) між Римом і Карфагеном за панування над Західним Середземномор'ям. Закінчилися повною перемогою Риму і знищенням Карфагенської держави. Тривали 118 років, з примиренням.
До середини 260-х до н. е. Римська республіка остаточно підпорядкувала собі Апеннінський півострів. Подальша експансія Риму зробила неминучим його зіткнення з Карфагеном — могутньою державою в Північно-західній Африці (Лівія), яка утримувала велику частину Сицилії та основні морські зв'язки в Західному Середземномор'ї.

## Перша Пунічна війна (264—241рр. до н.е.)

Воєнні дії в Першій Пунічній війні

У 284 до н. е. загін найманців з Кампанії (мамертинці) захопив Мессану, великий поліс (місто-державу) на східному узбережжі Сицилії. Після того, як цар сусідніх Сиракуз Гієрон II почав війну з мамертинцями, ті звернулися в 265 до н. е. по допомогу до Риму. Римські народні збори прийняли рішення про включення Мессани в Італійський союз; навесні 264 до н. е. римська армія переправилася до Сицилії та, незважаючи на протидію карфагенян, зайняла місто. У відповідь Карфаген оголосив війну Риму. Сиракузці разом з карфагенянами обложили Мессану, але невдало. У 263 до н. е. римляни розбили Гієрона II і змусили його вступити з ними в союз. У 262 до н. е. вони узяли Акрагант (Агригент), найважливішу фортецю Карфагена в Сицилії; карфагенці були витиснені в західну частину острова. Щоб впоратися з флотом Карфагена, що безкарно спустошував береги Італії, римляни побудували до 260 до н. е. 120 бойових кораблів. У 260 до н. е. флот Карфагена здобув перемогу над римською ескадрою біля Ліпарських островів, але потім був розбитий біля мису Міла.
Не зумівши добитися рішучої переваги в боротьбі з карфагенянами за Сицилію у 259—257 до н. е., римляни вирішили перенести військові дії до Африки. У 256 до н. е., завдавши поразки флоту Карфагена біля мису Екном, вони висадилися в Клупейській бухті (на схід від Карфагена). Після кількох невдач карфагенці звернулися до римського командувача Атілія Регула з проханням про мир, але римські умови виявилися дуже важкими, і Карфаген, мобілізувавши всі ресурси, зібрав велике наймане військо під командуванням спартанця Ксантіппа. Весною 255 до н. е. Ксантіпп наголову розгромив римську експедиційну армію. Хоча римський флот взяв гору над ескадрою Карфагена біля м. Герм, велика його частка загинула потім під час бурі.
З 254 до н. е. головною ареною військових дій знов стала Сицилія. У 254 до н. е. римляни заволоділи важливою фортецею Карфагена Панорм на північно-західному узбережжі Сицилії й побудували новий флот, який, проте, в наступному, 253 до н. е., під час набігу на береги Африки, знову був знищений бурею. На початок 240-х до н. е. римляни поступово підпорядкували собі всю Сицилію і блокували дві останні твердині Карфагена — Лілібей і Дрепану. Але спроба узяти Лілібей в 249 до н. е. провалилася, а в 248 до н. е. римський флот в черговий раз став жертвою шторму.
У 247 до н. е. війська Карфагена на Сицилії очолив енергійний Гамількар Барка. Він розвернув активні дії проти римлян, здійснюючи постійні набіги на береги Італії. Ситуація змінилася тільки тоді, коли римляни великою напругою сил (введення надзвичайного податку) побудували новий флот. У березні 241 до н. е. цей флот розбив ескадру Карфагена поблизу Егатських островів. Розуміючи неминучість падіння Лілібея і Дрепани, Карфаген був вимушений піти на укладення миру, поступившись на користь Риму своїми сицилійськими володіннями та зобов'язавшись сплатити велику контрибуцію. В результаті Першої Пунічної війни Римська республіка перетворилася на сильну державу Західного Середземномор'я.

## Друга Пунічна війна (218—201рр. до н.е.)

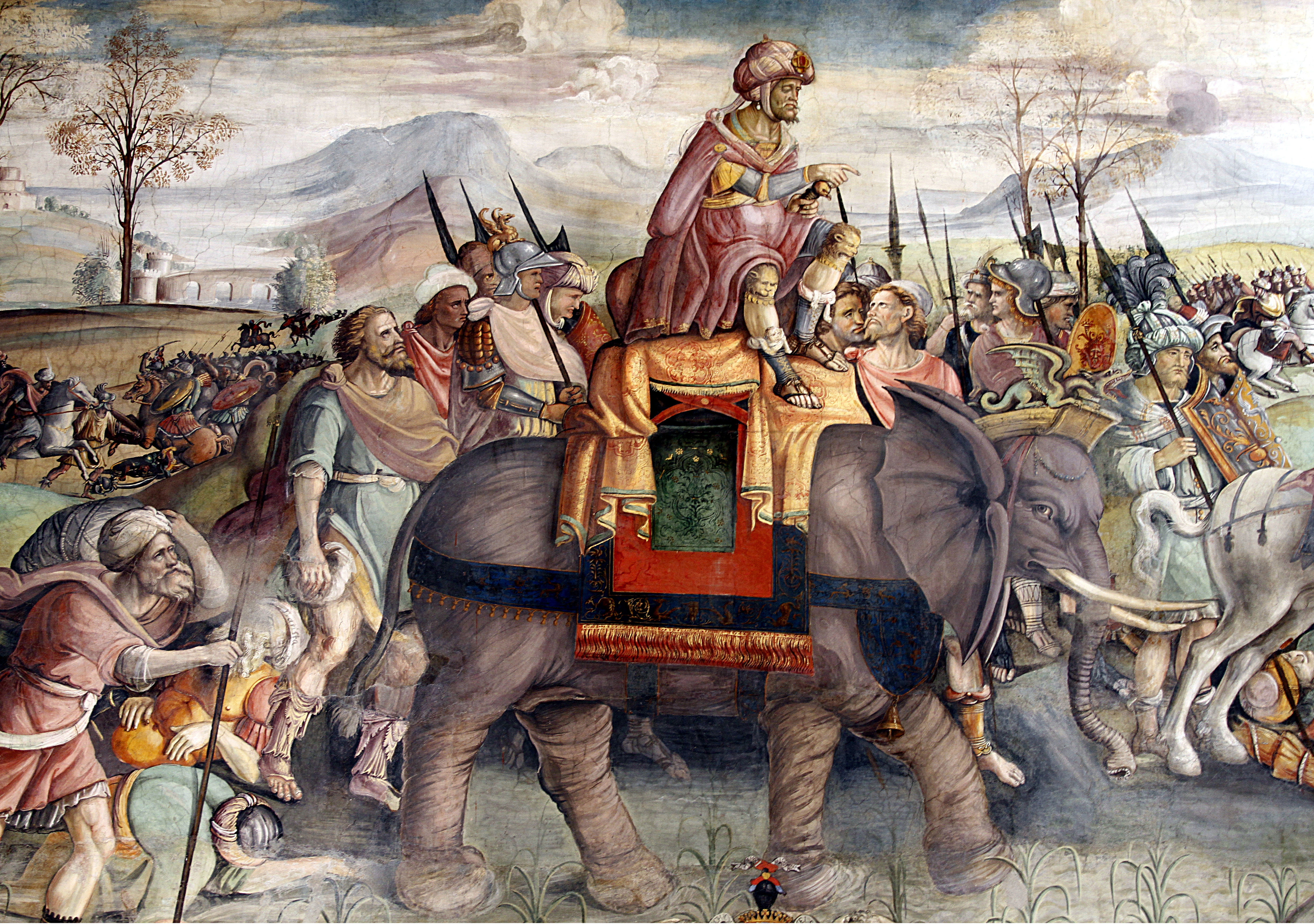
Ганнібалів перехід через Альпи став легендарним у європейській пам'яті: деталь фрески, бл. 1510, Капітолійський музей, Рим

Перша Пунічна війна не зламала могутності Карфагена, і нове зіткнення було неминучим. У 238 до н. е., скориставшись громадянською війною в Карфагені, римляни відібрали у нього Сардинію і анексували Корсику. У 237 до н. е. карфагенці послали до Іберії (Іспанії) Гамількара Барку, який, зібравши сильну армію і скориставшись війнами Риму з галлами та іллірійцями, завоював східне узбережжя Іберійського (Піренейського) півострова. Після загибелі Гамількара в 228 до н. е. його справу продовжили його зять Гасдрубал (убитий в 220 до н. е.), а потім син Ганнібал. Прагнучи обмежити експансію карфагенян, римляни добилися від них в 226 до н. е. зобов'язання не поширювати свої володіння на північ від р. Ібер.

Бойові дії під час Другої Пунічної війни

У 219 до н. е. Ганнібал захопив союзне Риму іберійське місто Сагунт. У відповідь римський сенат оголосив Карфагену війну.
У 218 до н. е. несподівано для римлян Ганнібал зробив важкий перехід з Північної Іберії через Альпи до Італії та розбив дві римські армії на р. Тіцин і на р. Требія; його підтримали лігурійські та галльські племена. Встановивши контроль над Північною Італією, Ганнібал в 217 до н. е. вдерся до Центральної Італії; навесні 217 до н. е. він завдав жорстокої поразки консулові Гаю Фламінію біля Тразіменського озера, але потім рушив не на Рим, а на Апулію, розраховуючи привабити на свою сторону італійські громади. Проте італіки переважно залишилися вірні Риму.
Положення Ганнібала ускладнилося, коли римляни вибрали диктатором Фабія Максима, який застосував нову тактику, — він уникав генеральної битви та вимотував противника в дрібних сутичках. Але в 216 до н. е. римляни відмовилися від цієї тактики. У червні 216 до н. е. консул Теренцій Варрон дав карфагенянам рішучу битву при Каннах і зазнав страшної поразки; багато міст в Бруттії, Луканії, Піцені та Самнії, а також друге за величиною місто в Італії Капуя перейшли на сторону Ганнібала; у союз з Карфагеном вступили Македонське царство й Сиракузи.
У таких важких умовах Рим мобілізував всі свої сили; йому удалося запобігти відпаданню значної частки італійських союзників і зібрати нову армію. Прагнучи відвернути карфагенян від Італії, римляни відкрили нові фронти в Іспанії та на Сицилії. Проте до кінця 210-х до н. е. вони не змогли добитися значних успіхів. У Італії Ганнібал в 213 до н. е. зірвав спробу римлян заволодіти Капуєю, а в 212 до н. е. одержав декілька перемог в Луканії й Апулії та захопив найбільший південноіталійський порт Тарент. У Іспанії римське військо, хоча й отримало у 214–213 до н. е. ряд перемог, у 212 до н. е. було повністю знищене Гасдрубалом, братом Ганнібала, в битві на р. Ебро. Успішніше римляни діяли в Сицилії, де консул Клавдій Марцелл у 212 до н. е. узяв Сиракузи.
Перелом на користь римлян стався в 211 до н. е., коли вони заволоділи Капуєю; цьому не перешкодив демонстративний похід Ганнібала на Рим («Ганнібал біля воріт!»). У 210 до н. е. до Іспанії був відправлений Публій Корнелій Сципіон, який в 209 до н. е. узяв Новий Карфаген, центр володінь Карфагена на Піренейському півострові. У тому ж році в Італії Фабій Максим повернув під владу Риму Тарент. У 207 до н. е. римляни розгромили біля Метавра військо, яке Гасдрубал привів з Іспанії на допомогу Ганнібалу. У 206 до н. е. карфагенці були вимушені остаточно очистити Іспанію.

Публій Корнелій Сципіон Африканський

Навесні 204 до н. е. Сципіон висадився в Північній Африці, а в 203 до н. е. розбив карфагенське військо на Великих рівнинах, що змусило уряд Карфагена відкликати Ганнібала з Італії. У 202 до н. е. за підтримки нумідійського царя Масинісси Сципіон здобув вирішальну перемогу над Ганнібалом при Замі. У 201 до н. е. Карфагену довелося прийняти важкі умови миру: він віддав римлянам Іспанію і всі своїми острівні володіння в Середземному морі, передав їм майже весь флот, зобов'язався виплатити протягом п'ятдесяти років величезну контрибуцію і не вести воєн без згоди римського сенату. В результаті Другої Пунічної війни Рим став гегемоном Західного Середземномор'я, а Карфаген втратив значення великої держави.

## Третя Пунічна війна (149–146 рр. до н.е.).
Карфаген швидко виплатив Риму контрибуцію і повернув собі колишнє значення найбільшого транзитного центру, що викликало серйозні побоювання в римських панівних колах; особливо лютим противником Карфагена був сенатор Катон Старший, що кожний свій виступ закінчував словами: «Карфаген має бути зруйнований!».
Скориставшись тим, що Карфаген, всупереч умовам миру 201 до н. е. створив армію для відбиття нападу нумідійців, римський сенат оголосив їм в 149 до н. е. війну. Карфагенці погодилися роззброїтися, але категорично відкинули вимогу римлян зруйнувати місто і переселитися углиб материка і вирішили чинити опір до останнього. Римська армія обложила Карфаген і після відчайдушної трилітньої оборони узяла його навесні 146 до н. е. По ухвалі сенату місто було спалене, а місце, на якому він стояв, було прокляте; володіння Карфагена увійшли до складу Римської держави як провінція Африка.